# Bob Gross
Robert Edwin Gross, detto Bob (San Pedro, 3 agosto 1953), è un ex cestista statunitense, professionista nella NBA.

## Carriera
Venne selezionato dai Portland Trail Blazers al secondo giro del Draft NBA 1975 (25ª scelta assoluta).

## Statistiche

### NBA

#### Regular Season
| Anno       | Squadra             | PG  | PT | MP   | TC%  | 3P%  | TL%  | RP  | AP  | PRP | SP  | PP   |
| ---------- | ------------------- | --- | -- | ---- | ---- | ---- | ---- | --- | --- | --- | --- | ---- |
| 1975-1976  | Portland T. Blazers | 76  | -  | 19,4 | 52,3 | -    | 68,3 | 4,0 | 2,1 | 1,2 | 0,6 | 6,8  |
| 1976-1977† | Portland T. Blazers | 82  | -  | 27,2 | 52,9 | -    | 85,1 | 4,8 | 3,0 | 1,3 | 0,7 | 11,4 |
| 1977-1978  | Portland T. Blazers | 72  | -  | 30,0 | 52,9 | -    | 80,0 | 5,6 | 3,5 | 1,4 | 0,7 | 12,7 |
| 1978-1979  | Portland T. Blazers | 53  | -  | 27,2 | 47,2 | -    | 80,7 | 4,7 | 3,5 | 1,3 | 0,9 | 9,7  |
| 1979-1980  | Portland T. Blazers | 62  | -  | 25,5 | 46,8 | 10,0 | 83,3 | 4,0 | 3,7 | 1,0 | 0,8 | 8,7  |
| 1980-1981  | Portland T. Blazers | 82  | -  | 23,6 | 52,8 | 0,0  | 84,9 | 4,0 | 3,1 | 1,1 | 0,8 | 7,8  |
| 1981-1982  | Portland T. Blazers | 59  | 24 | 23,3 | 53,7 | 50,0 | 75,0 | 4,4 | 2,1 | 1,3 | 0,7 | 7,2  |
| 1982-1983  | San Diego Clippers  | 27  | 3  | 13,8 | 42,7 | 33,3 | 63,2 | 2,4 | 1,3 | 0,8 | 0,3 | 3,1  |
| Carriera   | Carriera            | 513 | 27 | 24,5 | 51,2 | -    | 79,8 | 4,4 | 2,9 | 1,2 | 0,7 | 8,9  |

#### Playoffs
| Anno     | Squadra             | PG | PT | MP   | TC%  | 3P% | TL%  | RP  | AP  | PRP | SP  | PP   |
| -------- | ------------------- | -- | -- | ---- | ---- | --- | ---- | --- | --- | --- | --- | ---- |
| 1977†    | Portland T. Blazers | 19 | -  | 30,7 | 59,1 | -   | 88,9 | 5,9 | 4,2 | 1,7 | 0,8 | 14,1 |
| 1980     | Portland T. Blazers | 3  | -  | 17,0 | 33,3 | -   | 100  | 1,3 | 1,3 | 0,3 | 0,0 | 4,0  |
| 1981     | Portland T. Blazers | 3  | -  | 20,0 | 64,3 | -   | 64,3 | 2,7 | 1,7 | 0,7 | 0,7 | 9,0  |
| Carriera | Carriera            | 25 | -  | 27,8 | 58,4 | -   | 85,1 | 5,0 | 3,6 | 1,4 | 0,7 | 12,3 |

## Palmarès
- Campionato NBA: 1

Portland Trail Blazers: 1977
- NBA All-Defensive Second Team (1978)